# Primitivo Peire Cabaleiro
 (mai 2008).
Si vous disposez d'ouvrages ou d'articles de référence ou si vous connaissez des sites web de qualité traitant du thème abordé ici, merci de compléter l'article en donnant les références utiles à sa vérifiabilité et en les liant à la section « Notes et références ».
Ne doit pas être confondu avec Tomás Peire Cabaleiro.
Tomás Peire Cabaleiro, né le 23 novembre 1880, est un officier espagnol, lieutenant-colonel au moment de l'insurrection du camp nationaliste de juillet 1936 qui démarre la guerre d'Espagne.

## Biographie
En poste à Castellón de la Plana, il y rallie les indécis au camp républicain le 20 juillet 1936.